# مو گرین
موریس «مو» گرین (به انگلیسی: Morris "Moe" Greene) یک شخصیت داستانی است که در رمان پدرخوانده و فیلم ۱۹۷۲ ماریو پوزو با همین نام ظاهر می‌شود. نقش گرین در این فیلم توسط آلکس روکو به تصویر کشیده شده‌است.